# Ingolfur Blühdorn
Ingolfur Blühdorn (* 1964 in Burgsteinfurt) ist ein deutscher Politikwissenschaftler. Er ist Professor an der Wirtschaftsuniversität Wien sowie Leiter des dortigen Instituts für Gesellschaftswandel und Nachhaltigkeit. Schlüsselkonzepte seiner Forschung sind Simulative Demokratie und Politik der Nicht-Nachhaltigkeit.

## Werdegang
Blühdorn studierte Philosophie, Theaterwissenschaft und Anglistik an der Friedrich-Alexander-Universität Erlangen-Nürnberg, wo er 1991 das Master-Examen machte, und an der britischen Keele University, wo er 1998 im Fach Politikwissenschaft zum Ph.D. promoviert wurde. Das Thema seiner Doktorarbeit war Nature and Ecology in German Social Theory.
Anschließend lehrte er von 1992 bis 1995 als Lecturer für European Studies an der De Montfort University in Leicester und dann zehn Jahre als Lecturer und schließlich Associate Professor Politikwissenschaft an der University of Bath. Seit dem 1. September 2015 ist er Professor an der Wirtschaftsuniversität Wien.

## Zwei verbundene Schlüsselkonzepte
Simulative Demokratie und Politik der Nicht-Nachhaltigkeit sind Schlüsselkonzepte der Forschung Blühdorns. 2010 schrieb er über ihren Zusammenhang: Erstens gehe es um den derzeitigen Zustand und die weiteren Entwicklungsaussichten der Demokratie – also um deren Nachhaltigkeit. Zweitens gehe es um die Frage, inwieweit demokratische Strukturen in der Lage sind zu bewältigen, was derzeit oft als die wichtigste Herausforderung an die Menschheit bezeichnet wird, nämlich die sich zuspitzende Klima- und Umweltkrise. Beide Fragen seien analytisch klar voneinander getrennt, in der Praxis jedoch wechselseitig miteinander verbunden. Im ersten Themenkomplex gehe es weniger darum, das mögliche Ende der Demokratie zu verkünden, sondern eine angemessene Beschreibung ihrer derzeitigen Transformation zu finden. Im zweiten Komplex gehe es um eine erneute Betrachtung des Verhältnisses von Demokratie und Ökologie und des Verdachtes, dass demokratische Strukturen möglicherweise grundsätzlich ungeeignet sind, um die Umweltkrise in den Griff zu bekommen.

### Simulative Demokratie
Mit seinen Thesen zur Simulativen Demokratie steht Blühdorn im Widerspruch zu den Analysen der Pioniere der Postdemokratie-Theorie, Colin Crouch, Jacques Rancière und Sheldon Wolin. Nicht der Neoliberalismus sei die zentrale Ursache von Postdemokratisierung, sondern eine gesellschaftliche „Emanzipation zweiter Ordnung“. Im Rahmen dieses Emanzipationsprozesses sagten sich die Bürger partiell von politischen Aufgaben und Verantwortlichkeiten los und kehrten in die politische Unmündigkeit zurück. Damit entzögen sie der bisher bekannten Demokratie eine wesentliche normative Grundlage. Daher müsse anerkannt werden, dass „demokratische Verfahren zunehmend impraktikabel und kontraproduktiv“ würden. Folglich würden Strategien der Entpolitisierung an Bedeutung gewinnen. Es müsse eine von Experten gelenkte „simulative Demokratie“ etabliert werden, eine „zu nichts verpflichtende Demokratie für die fröhlichen Bürger von unterwegs“. Das größte Manko solch simulativer Demokratie sieht Blühdorn in deren Unfähigkeit zu nachhaltiger Politik.

### Politik der Nicht-Nachhaltigkeit
Blühdorn beschäftigt sich mit der Frage, warum die ökologische Transformation der Gesellschaft, hin zu mehr Nachhaltigkeit, nicht stattfindet. Zu den konstitutiven Hindernissen für Nachhaltigkeit gehöre, dass die Demokratie anthropozentrisch und nur eingeschränkt in der Lage ist, das angemessen zu repräsentieren, was keine Stimme hat und sich nicht in elektoral relevanter Weise artikulieren kann. Weiter sei die Demokratie sowohl auf der Seite der Wähler als auch auf der, der Gewählten stark gegenwartsfixiert. Das Mantra „Unsere Freiheit, unsere Werte, unser Lebensstil“ generiere eine derzeit nicht lösbare Spannung zwischen dem emanzipatorischen Anspruch auf Freiheit und der ökologisch motivierten Einsicht, dass Selbstbegrenzung notwendig ist. Daher sei der Begriff „Nachhaltigkeit“ eine bloße Floskel und lediglich eine leere Formel. Das entscheidende Versäumnis der emanzipatorischen Linken liege in ihrem Unvermögen zu verhindern, „dass Freiheit und Befreiung in Maßlosigkeit, Unmäßigkeit und Verantwortungslosigkeit ausufern.“

## Schriften (Auswahl)

### Autorenschaft
- Post-ecologist politics. Social theory and the abdication of the ecologist paradigm. Routledge, London/New York 2000, ISBN 0-415-19203-X.
- Simulative Demokratie. Neue Politik nach der postdemokratischen Wende. Suhrkamp, Berlin 2013, ISBN 978-3-518-12634-9.
- Mit Felix Butzlaff, Michael Deflorian, Daniel Hausknost und Mirijam Mock: Nachhaltige Nicht-Nachhaltigkeit. Warum die ökologische Transformation der Gesellschaft nicht stattfindet. Transcript, Bielefeld 2020, ISBN 978-3-8376-4516-3.
- Unhaltbarkeit. Auf dem Weg in eine andere Moderne. Suhrkamp, Berlin 2024, ISBN 978-3-518-12808-4.

### Herausgeberschaft
- Mit Frank Krause und Thomas Scharf: The Green agenda. Environmental politics and policy in Germany. Keele University Press, Keele 1995, ISBN 1-85331-140-5.
- Mit Uwe Jun: Economic efficiency-democratic empowerment. Contested modernization in Britain and Germany. Lexington Books, Lanham 2007, ISBN 978-0-7391-1210-6.
- In search of legitimacy. Policy making in Europe and the challenge of complexity. Barbara Budrich Publishers, Opladen/Farmington Hills 2009, ISBN 978-3-86649-212-7.